# Sensorik (Technik)
Sensorik bezeichnet in der Technik die Wissenschaft und die Anwendung von Sensoren zur Messung und Kontrolle von Veränderungen von umweltbezogenen, biologischen oder technischen Systemen.
Der Einzugsbereich der technischen „Sensorik“ wird im deutschsprachigen Raum unterschiedlich abgegrenzt, teilweise werden ausschließlich Sensorelemente der Messtechnik betrachtet, an anderer Stelle ausschließlich binäre, also schaltende Systeme (z. B. Lichtschranken), wieder andere beziehen auch Labor- und Industrie-Messsysteme zur Automatisierung mit ein.
Gemeinsam ist der technischen Sensorik, dass sie technische Produkte behandelt, die in der Regel nichtelektrische Messgrößen in elektrische Signale umwandeln. In vielen Fällen kommen dabei die sogenannten Einheitssignale, oder in letzter Zeit immer häufiger Feldbusse zur Anwendung.